# Gustav E. Lang
Gustav Eugen Lang (* 19. November 1866 in Heilbronn; † 3. November 1951 in Stuttgart) war ein deutscher Historiker, Publizist und Gymnasiallehrer. Zuletzt leitete er als Ephorus das Evangelische Seminar Maulbronn. Er war ein Urenkel des Schriftstellers Carl Lang.

## Leben
Sein Vater war Philipp Lang, Inhaber der Neubauerschen Apotheke in Heilbronn, seine Mutter Helene Hauck. Nach dem Besuch des Gymnasiums studierte Gustav E. Lang klassische Philologie, Geschichte und Kunst in Tübingen, Berlin, München und Straßburg und wurde zum Dr. phil. promoviert. In Tübingen wurde er Mitglied der Studentenverbindung Normannia. Er unternahm umfangreiche Reisen durch Europa, Kleinasien und Nordafrika.  Ab 1895 unterrichtete er Griechisch, Französisch, Geschichte und Deutsch an württembergischen Gymnasien. So gehörte Lang unter anderem den Kollegien des Heilbronner Karlsgymnasiums (bis 1909) und des Eberhard-Ludwigs-Gymnasiums in Stuttgart an. 
Bei der Reichstagswahl 1912 kandidierte Lang als Vertreter der Konservativen und Bund der Landwirte (erfolglos) im Wahlkreis Göppingen-Gmünd. Während des Ersten Weltkriegs diente er als Hauptmann der Landwehr in Flandern und im Württembergischen Rekrutendepot. Er wurde mit dem Eisernen Kreuz zweiter Klasse ausgezeichnet.
Zuletzt war Lang bis 1933 als Ephorus des Evangelischen Seminars Maulbronn und Leiter der Erziehungsanstalt tätig. Er publizierte verschiedene Schriften mit Schwerpunkt auf Homer, württembergischer Geschichte und Geografie. Auch veröffentlichte er im Rahmen der Reihe Darstellungen aus der württembergischen Geschichte des Kohlhammer Verlags eine Biografie seines Urgroßvaters Carl Lang (1911). 
Gustav Lang war seit 1902 mit Lina, Tochter des Baubeamten Hermann Ehmann, verheiratet. Aus der Ehe gingen vier Kinder hervor.

## Werke
- Geschichte der württembergischen Klosterschulen, von ihrer Stiftung bis zu ihrer endgültigen Verwandlung in evangelisch-theologische Seminare. Kohlhammer, Stuttgart 1938.
- Aus dem Ordensleben des 18. Jahrhunderts. Salzer, Heilbronn 1929.
- Das Stuttgarter und das Durlacher Gymnasium am Ende des 17. Jahrhunderts. In: Besondere Beilage des Staats-Anzeigers für Württemberg, Teil I, Nr. 10, 30. August 1924, S. 185–194, Teil II, Nr. 11, 20. September 1924, S. 209–217.
- Geschichte des Gymnasiums der Reichsstadt Heilbronn. Kohlhammer, Stuttgart 1914.
- Friedrich Karl Lang: Leben und Lebenswerk eines Epigonen der Aufklärungszeit. Kohlhammer, Stuttgart 1911.
- Untersuchungen zur Geographie der Odyssee. Gutsch, Karlsruhe 1905.
- Von Rom nach Sardes : Reisebilder aus klassischen Landen. Steinkopf, Stuttgart 1899.
- Maulbronn und die anderen Evangelisch-theologischen Seminare Württembergs unter dem Dritten Reich. In: Blätter für württembergische Kirchengeschichte. 3. Folge, 48. Jg., 1948, S. 88–110.
- Führer durch das Kloster Maulbronn. Brackenheim 1972.